# Belfaa
Belfaa (franska: Belfaa (CR), Belfaa (Commune Rurale), arabiska: أيت ميلك) är en kommun i Marocko.   Den ligger i provinsen Chtouka-Aït Baha och regionen Souss-Massa, i den centrala delen av landet, 500 km sydväst om huvudstaden Rabat. Antalet invånare är 22 289.